# Un homme et une femme
Pour les articles homonymes, voir Un homme et une femme (homonymie).
Série
Un homme et une femme : Vingt ans déjà
Pour plus de détails, voir Fiche technique et Distribution.

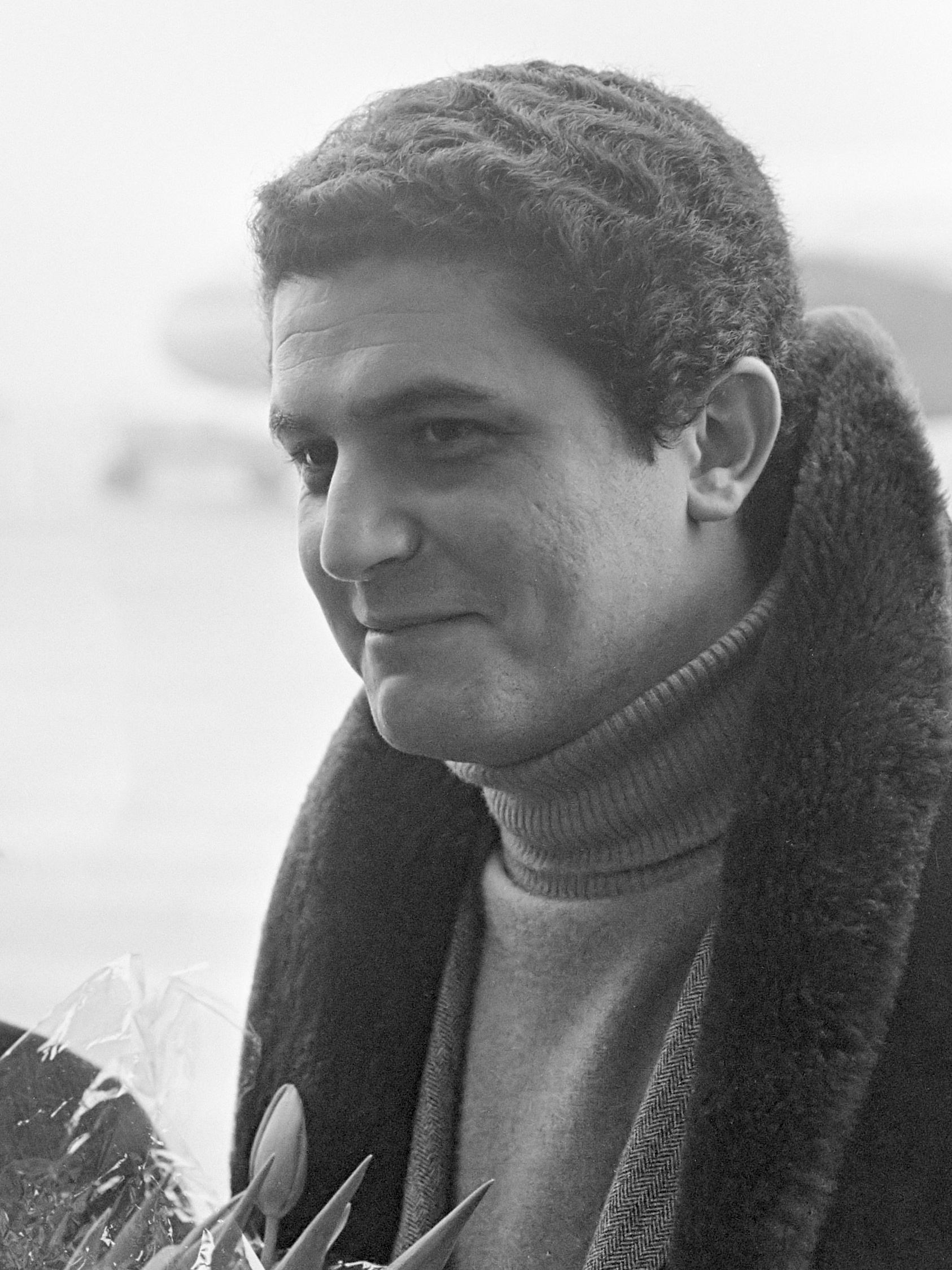
Claude Lelouch en 1966.

Un homme et une femme est un film français réalisé par Claude Lelouch, sorti en 1966. Claude Lelouch en est également le co-scénariste, le producteur et le directeur de la photographie. Le film a pour acteurs principaux Anouk Aimée et Jean-Louis Trintignant.
Palme d'or du Festival de Cannes 1966, ex-æquo avec Ces messieurs dames de Pietro Germi,, Oscar du meilleur film étranger en 1967 et Oscar du meilleur scénario original, le film eut un impact international non négligeable.
Lelouch a dit vouloir raconter « une histoire d’amour comme il y en a dans la vie et non comme il y en a au cinéma ».
Claude Lelouch a réalisé deux suites, toutes deux présentées hors compétition au Festival de Cannes et sorties dans la foulée du festival : Un homme et une femme : Vingt ans déjà (festival 1986), puis Les Plus Belles Années d'une vie (festival 2019).

## Synopsis
Un homme et une femme, tous deux veufs inconsolables, se rencontrent, se croisent et finissent par s'aimer d'un amour fulgurant et passionné.

## Fiche technique
Sauf indication contraire, les informations mentionnées dans cette section peuvent être confirmées par les bases de données cinématographiques  présentes dans la section « Liens externes ».
- Titre original : Un homme et une femme
- Réalisation : Claude Lelouch
- Scénario : Claude Lelouch et Pierre Uytterhoeven
- Musique : Francis Lai
  - Paroles : Pierre Barouh (Un homme et une femme, Samba Saravah, À l'ombre de nous, Plus fort que nous, Aujourd'hui c'est toi)
  - Interprétation des chansons : Pierre Barouh et Nicole Croisille
- Ingénieur du son : Harald Maury
- Décors : Robert Luchaire
- Costumes : Richard Marvil
- Photographie : Claude Lelouch
- Montage : Claude Barrois
- Production : Claude Lelouch
- Pays de production : France
- Langue originale : français (quelques répliques en espagnol et anglais)
- Format : noir et blanc / couleur - 1,66:1 - 35 mm - son mono
- Genre : romance
- Durée : 104 minutes
- Date de sortie :
  - France : 27 mai 1966

## Distribution
Sauf indication contraire, les informations mentionnées dans cette section peuvent être confirmées par les bases de données cinématographiques  présentes dans la section « Liens externes ».
- Anouk Aimée : Anne Gauthier
- Jean-Louis Trintignant : Jean-Louis Duroc
- Pierre Barouh : Pierre Gauthier, le mari d'Anne
- Valérie Lagrange : Valérie Duroc, la femme de Jean-Louis
- Simone Paris : la directrice de la pension
- Antoine Sire (simplement crédité Antoine) : Antoine Duroc le fils de Jean-Louis
- Souad Amidou (simplement créditée Souad) : Françoise Gauthier, la fille d'Anne
- Henri Chemin : l'autre pilote
- Yane Barry : la maîtresse de Jean-Louis
- Paul Le Person : le pompiste
- Gérard Sire : le speaker radio (voix)
- Gérard Larrousse : un pilote de rallye
- Clive Roberts : un pilote de rallye
- Jean Collomb : le serveur

## Production
Avec un budget de 470 000 francs, Claude Lelouch a dû se limiter à une équipe de cinq personnes, faire le tournage en trois semaines et réaliser une partie du film en noir et blanc, faute d'argent pour de la pellicule couleur.
Le réalisateur laisse une grande marge de manœuvre à ses acteurs, ne leur donnant que « les phrases de dialogue essentielles [...] Pour les scènes entre Anouk Aimée et Jean-Louis Trintignant, il prend à part l’actrice afin de lui expliquer ce qu’elle doit dire à son partenaire, puis fait de même avec l’acteur. Les deux comédiens ne savent pas ce que l’autre va dire. C’est la méthode « reportage » de Lelouch. »
Le film a été tourné dans le département du Calvados, à Deauville, notamment à l'hôtel Normandy Barrière.
Les scènes du rallye Monte-Carlo ont été tournées en janvier 1966 pendant le déroulement de l'épreuve. Jean-louis Trintignant et Henri Chemin étaient vraiment engagés dans la compétition avec la Ford Mustang no 145 (immatriculée 5646 SF 75). Pour le film, Ford France met à disposition deux Mustang : le cabriolet rouge et le coupé 65 qui servira aux scènes de Deauville. Ces voitures n’existeraient plus, bien qu’un doute subsiste pour le cabriolet. Les deux Mustang 66 du rallye Monte Carlo ont disparu elles aussi. Seule la Gt40 mark 1 P1007 a survécu. Elle est actuellement en Angleterre.

## Accueil critique
Dans L'Express, Pierre Billard qualifie le film de « merveilleux de naturel ».

## Distinctions
Sauf indication contraire, les informations mentionnées dans cette section peuvent être confirmées par les bases de données cinématographiques  présentes dans la section « Liens externes ».
| Evénement                  | Catégorie                                 | Récipiendaire                         | Résultat   |
| -------------------------- | ----------------------------------------- | ------------------------------------- | ---------- |
| Festival de Cannes         | Palme d'or                                |                                       | Lauréat    |
| Festival de Cannes         | Prix du jury œcuménique                   |                                       | Lauréat    |
| Oscars                     | Meilleur film étranger                    |                                       | Lauréat    |
| Oscars                     | Meilleur réalisateur                      | Claude Lelouch                        | Nomination |
| Oscars                     | Meilleur scénario original                | Claude Lelouch et Pierre Uytterhoeven | Lauréat    |
| Oscars                     | Meilleure actrice                         | Anouk Aimée                           | Nomination |
| Golden Globes              | Meilleur film en langue étrangère         |                                       | Lauréat    |
| Golden Globes              | Meilleur réalisateur                      | Claude Lelouch                        | Nomination |
| Golden Globes              | Meilleure actrice dans un film dramatique | Anouk Aimée                           | Lauréat    |
| Golden Globes              | Meilleure musique de film                 | Francis Lai                           | Nomination |
| BAFTA                      | Meilleur film                             |                                       | Nomination |
| BAFTA                      | Meilleure actrice                         | Anouk Aimée                           | Lauréat    |
| Directors Guild of America | Meilleure réalisation pour un film        | Claude Lelouch                        | Nomination |

## Autour du film
Le peintre Jean-Gabriel Domergue raconte dans l'émission de télévision de l'ORTF du 27 juillet 1960, En direct de Cannes, avoir engagé Lénine en 1911 comme « homme de ménage ». Claude Lelouch place l'anecdote dans les dialogues (vers la 20e minute) d'Un homme et une femme où Anne Gauthier (Anouk Aimée) apprend à Jean-Louis Duroc (Jean-Louis Trintignant) qui la raccompagne et ne connaît pas la rue Lamarck : « C'est pourtant dans cette rue que Jean-Gabriel Domergue un peu avant 1917 engagea un domestique russe qui s'appelait Vladimir Oulianov. Il a appris bien après que c'était Lénine. » Dans Stedevaart naar Paris (2020), l'écrivain et journaliste néerlandais Jan Brokken rapporte l'anecdote sous la forme de l'engagement de Vladimir Ilitch Oulianov par Jean-Gabriel Domergue pour livrer ses commandes à vélo depuis son atelier de la rue Lamarck. Pour Jan Brokken, le fait que Lénine, qui vivait à cette époque avec sa famille dans le 14e arrondissement de Paris, ait livré les commandes du peintre est peu plausible.
- En 1965, Claude Lelouch réalisa Les Grands Moments qui fut un échec. « Quand ça va mal, dit-il, je vais à Deauville. C'était le 13 septembre… je marchais donc sur la plage et très loin – il faisait très mauvais ce jour-là – j'ai vu une femme qui marchait aussi. De très loin, elle semblait très très belle. Et il y avait une petite fille qui jouait à côté d'elle. J'essayais de me rapprocher de cette dame… et tout en me rapprochant j'essayais de trouver une explication… Les idées venaient comme ça, et, tout en marchant, j'écrivais l'histoire d'Un homme et une femme… »[9].
- Énoncé à quatre reprises (minutes 20, 27, 57 et 69), le numéro de téléphone d'Anne Gauthier « Montmartre 15.40 » traduit l'attachement durable des parisiens aux anciens  indicatifs téléphoniques littéraux.
- En 1967, Claude Lelouch fut poursuivi devant le tribunal correctionnel pour infraction au Code du travail pour ne pas avoir demandé l'autorisation de l'Inspection du Travail avant de faire tourner les deux enfants. Pour sa défense, il dit qu'il ignorait l'existence de cette loi, qu'il s'agissait d'enfants d'amis, que les scènes où ils apparaissaient étaient morales et que le tournage avait été réalisé pendant les vacances de Noël en présence des mères des enfants[10].
- Lelouch se cite lui-même avec humour en 1973 dans La Bonne Année, rappelant au cours d'un réveillon-jeu de massacre ce qu'avaient reproché à Un homme et une femme certains critiques. On voit également des images du film à l'écran.
- Dans le film Le Voyou (1970) de Claude Lelouch, à 1'26, le commissaire demandant à ses inspecteurs, au téléphone, une description des malfaiteurs, ceux-ci lui décrivent « un homme, et une femme », qu'il répète à voix haute, et Simon (Trintignant) se met à siffloter l'air du film.
- Dans La cité des dangers (1975) de Robert Aldrich, les personnages joués par Catherine Deneuve et Burt Reynolds assistent à une projection d’Un homme et une femme, au cinéma Plaza, dans le cadre d'un festival sur les « classiques du cinéma français ». On y voit la scène finale du film et on entend la musique du thème principal.
- Une scène de Confidences pour confidences de Pascal Thomas, sorti en 1979, montre Claude Lelouch à Deauville en train de tourner sur la plage et empruntant la chienne de l'héroïne, Brigitte Roussel. Cela donne lieu à un amusant développement du scénario, toute la famille Roussel (animal compris) allant assister à la projection du film en salle, ce qui vaut de voir à l'écran les retrouvailles des personnages principaux.
- En 1986 Lelouch réalise le deuxième chapitre de l'histoire entre Anna et Giovanni, intitulé Un homme et une femme : Vingt ans déjà. Anouk Aimée et Jean-Louis Trintignant forment à nouveau le couple mythique de Un homme et une femme. Claude Lelouch considère cette suite comme une erreur de sa part.
- En 2011, les frères Polish signent For Lovers Only qui s'inspire du film de Lelouch, tout en lui rendant hommage.
- Le film fait l'objet d'une commémoration nationale officielle pour son cinquantième anniversaire en 2016[11].
- En 2019, le réalisateur tourne le troisième chapitre de Un homme et une femme, toujours avec les mêmes acteurs, intitulé Les Plus Belles Années d'une vie, dans lequel une Mustang « 184 » est utilisée.
- En 2025, pour la première fois de son histoire, le festival de Cannes présente une double affiche officielle, au lieu d'une seule, à l’effigie du film. Elles figurent la scène d'étreinte sur la plage de Deauville, l'une présentant le côté de Jean-Louis Trintignant, l'autre celui de Anouk Aimée.